# 韓公武
韓公武（？—822年），潁川人，唐朝政治人物。宣武节度使韓弘的次子。官右驍衛將軍。
韓弘派韓公武率三千人歸隸李光顏軍，但韓弘出於私心，不希望公武出戰，一聽到捷報，就悶悶不樂。元和十二年（817年），韓公武、李光顏和烏重胤自北面猛攻，吳元濟只好將主力移至汝水，李愬故能在风雪之夜奔袭蔡州（今河南汝南），公武以功为鄜坊丹延节度使，后以母丧去职，由叔父韩充继任。
元和中，為秘書郎，韓弘入朝，人多流言，韓公武為升遷，拿錢賄賂朝中顯要，顯貴們大多笑納。但給牛僧孺一千萬，被拒絕，給錢徽二十萬，亦被拒絕。
長慶二年（822年）暴病，先於其父月餘而卒。有子韓紹宗。
韓公武曾以彈弓中鶴一眼，人稱異之。與秘書省內落星石、薛稷畫鶴、賀知章草書、郎餘令畫鳳、韓公武挾彈中鶴眼。時人稱為「五絕」。